# Zsolt Muzsnay
Zsolt Muzsnay (n. 20 iunie 1965, Cluj, România) este un fotbalist român retras din activitate, cunoscut pentru perioada petrecută la FC Steaua București într-o perioadă fastă a istoriei sale, sfârșitul anilor 1980, când a jucat o finală de Cupa Campionilor Europeni. A fost convocat pentru Echipa națională de fotbal a României la Campionatul Mondial de Fotbal din 1990, dar nu a jucat.